# Trichomycterus trefauti
Trichomycterus trefauti är en fiskart som beskrevs av Wolmar B. Wosiacki 2004. Trichomycterus trefauti ingår i släktet Trichomycterus och familjen Trichomycteridae. Inga underarter finns listade i Catalogue of Life.